# Francesco Falconi
Francesco Falconi (Grosseto, 26 giugno 1976) è uno scrittore italiano, autore di romanzi fantasy  per ragazzi e narrativa per adulti.

## Biografia
Ha frequentato il Liceo Scientifico Guglielmo Marconi della città natale si è laureato nel 2002 in ingegneria delle telecomunicazioni a Siena.
Ha esordito nel 2006 con la serie di romanzi fantasy per ragazzi Estasia, pubblicati dalla Armando Curcio Editore. Danny Martine e la corona incantata è un romanzo che l'autore ha scritto perché influenzato dalle opere di Michael Ende e successivamente pubblicato da Curcio nel 2006. Il secondo e il terzo romanzo della serie, Il sigillo del triadema e Nemesi sono usciti nel 2008 e nel 2009.
Nel 2010 si è impegnato in difesa dell'ambiente con il romanzo sociale Gothica. L'angelo della morte, edito da Edizioni Ambiente nella collana Verdenero. Sempre nello stesso anno si è dedicato a libri per young adults con L'aurora delle streghe, edito da Reverdito Editore.
Ad aprile 2011 è stata pubblicata la biografia della cantante Madonna intitolata Mad for Madonna. La regina del pop, edita Castelvecchi Editore. Parte dei ricavi di Mad for Madonna sono devoluti in beneficenza all'associazione Raising Malawi, fondata dalla stessa Madonna. A giugno, il suo racconto Anobium tratto dall'antologia Sanctuary è stato riadattato in un podcast.
Nell'autunno 2011 pubblica una nuova serie per ragazzi, Evelyn Starr - Il diario delle due lune, scritta a quattro mani con l'autore Luca Azzolini ed edita da Piemme, ritornando così al genere fantastico con il quale aveva esordito. Il 28 ottobre 2011 ha ricevuto il Premio Letterario Arte Giovane Roma 2011, genere young Adults, patrocinato dal comune di Roma.
A maggio sono stati pubblicati il secondo volume della serie Evelyn Starr, intitolato La regina dei Senzastelle e un libro per young adults di genere gotico, edito Mondadori Editore, dal titolo Muses.
A marzo 2013 la casa di produzione Ipotesi Cinema ha opzionato i diritti cinematografici di Muses, l'autore è anche co-sceneggiatore.
A gennaio 2014 è stata pubblicata dall'editore NPE un'antologia dal titolo Orologi senza tempo, i cui proventi saranno devoluti per la ricostruzione della Città della scienza a seguito dell'incendio che l'ha colpita il 4 marzo 2013, assieme ad altri scrittori italiani come Licia Troisi, Cecilia Randall, Barbara Baraldi. Il racconto si intitola La Contessa di Sangue, una rivisitazione in chiave fantastica del personaggio storico di Erzsébet Báthory. A maggio 2014 è uscito un nuovo romanzo dal titolo Gray (Mondadori Editore). Il libro prende l'ispirazione da Il ritratto di Dorian Gray di Oscar Wilde, sebbene la storia sia ambientata a Roma ai giorni nostri.
A febbraio 2020 è uscito il secondo romanzo di narrativa, Gli Anni Incompiuti, edito da La Corte che a marzo 2020 è  stato candidato al Premio Strega, proposto da Alessandro Perissinotto.
Ad aprile 2022 torna in libreria con un nuovo paranormal romance, Èlite  immortale, edito da La Corte editore, mentre a novembre dello stesso anno cambia genere pubblicando un romanzo storico e saga familiare dal titolo I Grifoni della Maremma.
A novembre 2022 vince il primo premio del concorso nazionale Città di Grosseto Amore sui generis nella categoria libro edito con Gli Anni Incompiuti.
A luglio 2023, con AltreVoci Edizioni, riedita il primo volume della saga Nemesis e lo ripubblica con il nome Purple Rose. A dicembre 2023, esce anche il secondo volume dal titolo Broken Wings.
Nel 2024, esce con il romanzo breve L’ultima luce del faro, Settechiavi edizioni, di genere thriller psicologico storico dove la protagonista è la scrittrice Virginia Woolf.

## Opere

### Estasia
1. Estasia. Danny Martine e la corona incantata, Armando Curcio Editore, 2006
2. Estasia. Il sigillo del triadema, Armando Curcio Editore, 2008
3. Estasia. Nemesi, Armando Curcio Editore, 2009

### Prodigium
1. Prodigium. I figli degli elementi, Asengard Edizioni, 2008
2. Prodigium. L'acropoli delle ombre ed. lim., Asengard Edizioni, 2009
3. Prodigium. L'acropoli delle ombre, Asengard Edizioni, 2010
4. Prodigium. La storia completa, Asengard Edizioni, 2015

### Nemesis
1. Nemesis. L'ordine dell'apocalisse, Castelvecchi Editore, 2010
2. Nemesis. La chiave di Salomone, Castelvecchi Editore, 2011
3. Nemesis. La storia completa, Castelvecchi Editore, 2018

### Evelyn Starr
1. Il diario delle due lune, Piemme, 2011 - Piemme Bestseller, 2013
2. La regina dei Senzastelle,Piemme, 2012

### Muses
1. Muses, Mondadori Editore, 2012
2. Muses - La Decima Musa', Mondadori Editore, 2013

### I Diari degli Immortali
1. Èlite Immortale, La Corte Editore, 2022
2. La Strega di Salem, La Corte Editore, 2023
3. Anima Immortale, La Corte Editore, 2024

### I Tramonti degli Angeli e dei Demoni
1. Purple Rose, AltreVoci Edizioni, 2023
2. Broken Wings, AltreVoci Edizioni, 2023

### Altre pubblicazioni
- Gothica. L'angelo della morte, Edizioni Ambiente, 2010
- Underdust, L'aurora delle Streghe, Reverdito Editore, 2010
- Mad for Madonna. La regina del pop, Castelvecchi Editore, 2010
- Gray, Mondadori Editore, 2014
- Adam & Eve, il giardino dei peccati, VandA.ePublishing, 2015
- Gli Anni Incompiuti, La Corte Editore, 2020
- I Grifoni della Maremma, La Corte Editore, 2022
- L’ultima luce del faro, Settechiavi Edizioni, 2024

### Racconti in antologie con altri autori
- Anobium, in Sanctuary, Asengard Edizioni, 2009
- Halo, Effemme, 2012
- La Contessa di Sangue, in Orologi Senza tempo, NPE Edizioni, 2014
- Oblivium, in Super, La Corte Editore, 2019

## Premi letterari
- 2011: Premio Letterario Arte Giovane Roma 2011, genere Young Adults
- 2022: Premio Nazionale Città di Grosseto Amori sui Generis, categoria libro edito